# Täterätää! – Die Kirche bleibt im Dorf 2
Täterätää! – Die Kirche bleibt im Dorf 2 ist eine schwäbische Mundartkomödie aus dem Jahr 2015 von Ulrike Grote. Es ist die Fortsetzung des Kinofilms Die Kirche bleibt im Dorf. Kinostart in Deutschland war am 25. Juni 2015. Die Deutsche TV-Premiere war am 7. September 2019 im Ersten.

## Handlung
Pfarrer Schäuble hat große Sorgen. Das Dach der Kirche ist undicht und nach einem längeren Regen, stürzt die ganze Kirche zusammen. Zu allem Ärger kommt nun ans Licht, dass der Pfarrer das bisher gespendete Geld in Alkohol umgesetzt hat und sich in seiner Not umbringen will. Mit vereinten Kräften können die Dorfbewohner ihn davon abhalten. Das alles überstanden, suchen sie nach einer Lösung, wie sie das nötige Geld für einen Wiederaufbau zusammenbekommen. Da findet sich die Möglichkeit an einem Musikwettbewerb in Hamburg teilzunehmen und auf das Preisgeld zu hoffen.
Zwar ist die große „Dauerfehde“ zwischen den Dörfern Oberrieslingen und Unterrieslingen beigelegt, doch ist die Rivalität der Familien Häberle und Rossbauer noch nicht so ganz beendet und einig sind sie sich weiterhin nicht. So ist es Klara Häberle und Peter Rossbauer trotz ihres gemeinsamen Kindes nicht gelungen zusammen wohnen zu bleiben. Um bei dem Wettbewerb eine Chance zu haben, müsste sich nun die Rockband aus Unterrieslingen und die Blaskapelle aus Oberrieslingen zusammentun, was sogleich daran scheitert, dass sie sich nicht auf einen Dirigenten einigen können, denn keiner will sich vom anderen „kommandieren“ lassen. Die Lösung wäre ein neutraler Chorleiter und der findet sich in dem „Fischkopp“ Hinnark Krüger. Hinnark hat Mühe den noch vorhandenen Missklang so zu koordinieren, dass es ein einheitliches Ganzes wird. Dazu muss er den Teamgeist der Chormitglieder wecken und sie zu mehr Gemeinsamkeit bringen. Pfarrer Schäuble überrascht den Chor mit einem selbst gebastelten Xylophon aus Weinflaschen und zunehmend steigt die Freude der Musikanten am Musizieren miteinander. So naht der große Tag und der Chor macht sich im Bus auf in Richtung Hamburg. Doch auch die Fahrt ist nicht ohne Probleme, denn Ober- und Unterrieslinger so lange auf engstem Raum beieinander bringt Konflikte. Zu allem Ärger geht auch noch der Bus kaputt und die Gruppe muss eine Übernachtung einlegen. Endlich in Hamburg angekommen, beziehen sie Quartier in einem kleinen Hotel, das ausgerechnet im Rotlichtviertel liegt. Dort setzen bei der hochschwangeren Klara Häberle die Wehen ein und vor lauter Aufregung kommt der ganze Chor zu spät zum Wettstreit. Darüber gerät der Chor derart in Streit, dass sich die Mitglieder untereinander prügeln und unverrichteter Dinge wieder zurück nach Schwaben fahren.
Wieder daheim packt Pfarrer Schäuble seine Sachen und will das Dorf verlassen, weil man hier derart zerstritten und zu knickrig ist, die eigene Kirche wieder aufzubauen.
Peter Rossbauer war auf der Reise klar geworden, dass er nicht länger auf Klara Häberle und seine Kinder verzichten will und kündigt seinen Eltern an, den Hof zu verlassen zu Klara zu ziehen. Doch auf dem Hof ihrer Eltern ist er nicht willkommen und so campiert die kleine Familie im Zelt auf der Weide. Howard Jones, der immer nur im Stillen versucht hatte Christine Häberle für sich zu gewinnen, spricht sich endlich mit ihr aus und beide sind sich einig in die Welt hinauszuziehen.
Maria Häberle findet das alles unerträglich und versucht die zerstrittenen Dörfer wieder zusammenzubringen, doch keiner will nachgeben. So zieht sie kurzerhand alleine los, um die Kirche ohne die Hilfe der anderen aufzubauen. Das gibt allen zu denken und sie packen dann doch mit an. Karl Rossbauer erkennt dabei endlich, dass Maria ihn mag und so gelingt es Oberrieslingen und Unterrieslingen sich wieder zu versöhnen. Sie holen ihren Pfarrer zurück, der recht erstaunt ist, über das Werk seiner „Schäfchen“ – auch wenn die neue Kirche ein wenig gewöhnungsbedürftig aussieht.

## Hintergrund
Die Dreharbeiten fanden 11. Juni bis zum 5. August 2014 in Baden-Württemberg (unter anderem in Diersburg und Gengenbach), Hamburg und Schleswig-Holstein statt.
Die Rolle der Elisabeth Rossbauer, die im ersten Teil von Elisabeth Schwarz besetzt war, wurde in diesem Film von Franziska Küpferle übernommen.
Von 2012 bis 2017 entstand in Anlehnung an den ersten Teil Die Kirche bleibt im Dorf eine 30-teilige gleichnamige Fernsehserie, in der die Vorgeschichte zum Kinofilm erzählt wird.

## Kritik
Kino.de schrieb: „In der als Road Movie angelegten Fortsetzung ihrer schwäbischen Mundart-Komödie lässt Ulrike Grote Kulturen, Dialekte und Anschauungen in einem Reisebus auf dem Weg nach Hamburg aufeinanderprallen.“ Neben „plattem Slapstick und derben Kalauern“ punktet der Film „mit einigen sehr gelungenen Musikeinlagen, darunter Schäubles geniale Performance am selbstgebastelten Flaschen-Xylophon“ und er strotzt „vor purer Lebensfreude.“
cinema.de kommt zu der Bewertung: „Die urige Provinzkomödie lebt vom schwäbischen Sprachwitz, der selbst die billigsten Kalauer erträglich macht.“
Die kino-zeit.de meinte: In der „Fortsetzung setzen die Macher rund um die Regisseurin und Drehbuchautorin Ulrike Grote auf die bewährten Zutaten und die in der schwäbischen Mundart erprobten Akteure, die wie immer nicht aufs Maul gefallen sind.“ „Durchaus temporeich und mit derbem Witz sowie großer Lust an der Zuspitzung, aber auch einige Längen inszeniert, ist ‚Täterätää! Die Kirche bleibt im Dorf 2‘ von großem Kino ungefähr so weit entfernt wie ein rustikaler Bauernschwank von Goethes Dramen.“ „Der Film weiß um seine Schwächen ebenso wie seine Stärken, er kennt die Erwartungen des Publikums genau und bedient diese durchaus gekonnt.“